# بات شابمان
بات شابمان (بالإنجليزية: Pat Chapman)‏ هو طاهي بريطاني، ولد في 20 ديسمبر 1940.